# Samsung Galaxy A3 (2017)
El Samsung Galaxy A3 (2017) es un teléfono inteligente Android producido por Samsung Electronics. Se anunció el 2 de enero de 2017, junto con Samsung Galaxy A5 (2017) y Samsung Galaxy A7 (2017). Este movimiento marca el primer lanzamiento de producto de Samsung desde la suspensión del Galaxy Note 7 en octubre de 2016.
El Samsung Galaxy A3 (2017) ejecuta Android 6.0.1 Marshmallow desde el primer momento y se ejecuta en la interfaz Grace UX. El teléfono inteligente cuenta con un SoC Exynos 7870 que consta de 8 ARM Cortex-A53 respaldado por la GPU Mali-T830 y tiene 2 GB de memoria RAM y 16 GB de almacenamiento interno, expandible a 256 GB a través de una ranura MicroSD que también puede usarse por un segundo Nano-SIM. El dispositivo conserva una batería no extraíble como su predecesora, con una potencia nominal de 2350 mAh. Sus características adicionales, similares a las del buque insignia 2016 de Samsung, incluyen resistencia al agua IP68, Always on Display y respaldo de vidrio 3D con Gorilla Glass 4. Una nueva funcionalidad "Always On Display" muestra un reloj, calendario y notificaciones en pantalla cuando el dispositivo está en modo de espera.

## Disponibilidad
Tras la presentación, Samsung anunció que venderán hasta 20 millones de teléfonos inteligentes, con destino a Europa occidental y oriental, África, Asia y América Latina. Al igual que sus predecesores, Galaxy A3 (2017) no llegará a los Estados Unidos, China, Malasia e India.

### Variantes
| Modelo      | Procesador                 | SIM    | Región                                                           |
| ----------- | -------------------------- | ------ | ---------------------------------------------------------------- |
| SM-A320FL   | Samsung Exynos 7 Octa 7870 | Simple | Europa                                                           |
| SM-A320F    | Samsung Exynos 7 Octa 7870 | Simple | Asia, África, Oceanía, Oriente Medio, Rusia, Kazajistán, Ucrania |
| SM-A320F/DS | Samsung Exynos 7 Octa 7870 | Dual   | Asia, África, Oceania, Oriente Medio, Rusia, Kazajistán, Ucrania |
| SM-A320Y    | Samsung Exynos 7 Octa 7870 | Simple | México, Nueva Zelanda                                            |
| SM-A320Y/DS | Samsung Exynos 7 Octa 7870 | Dual   | Latinoamérica, Indonesia, Tailandia                              |